# Erik Cinthio

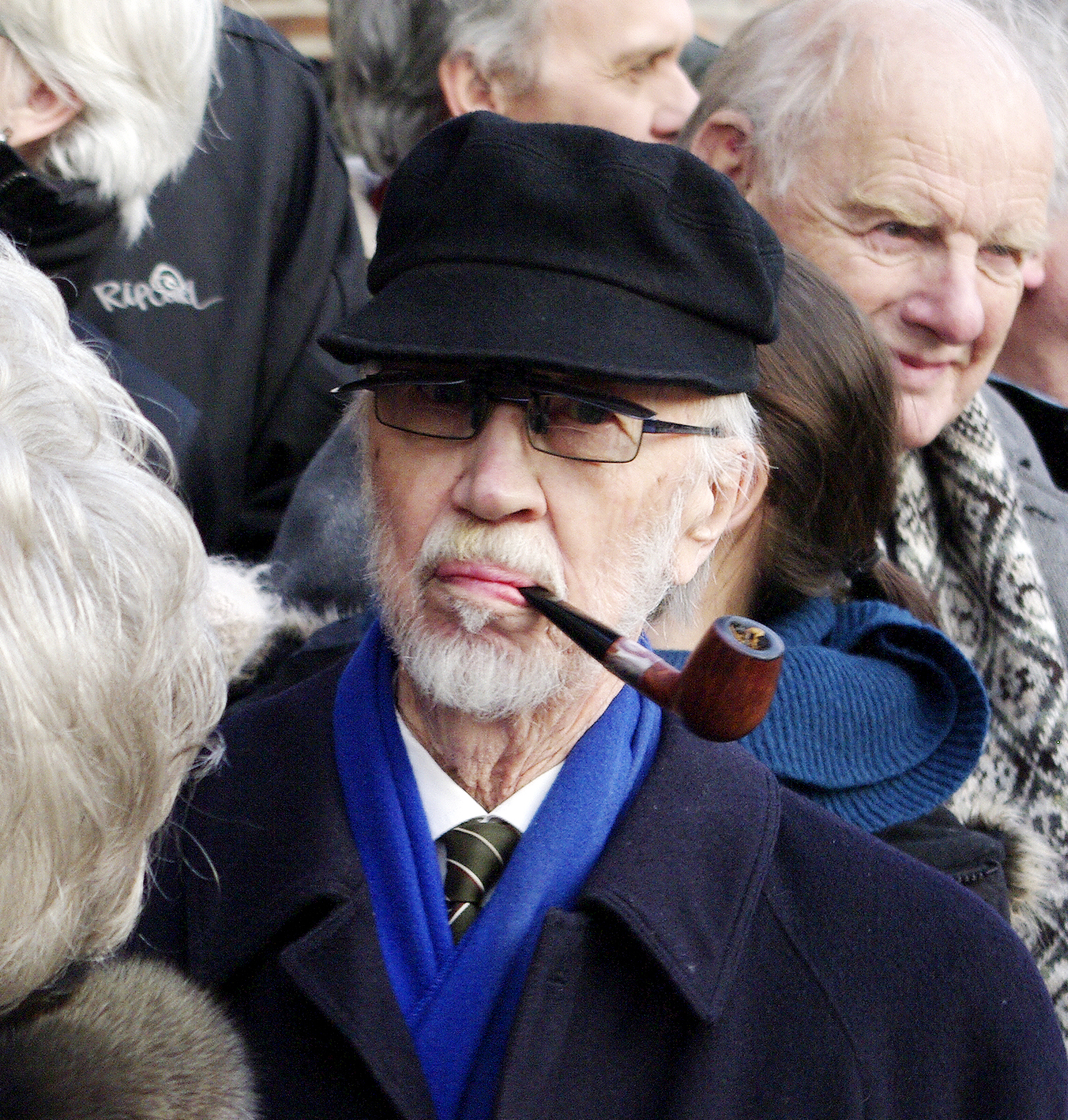
Erik Cinthio 2011. I bakgrunden den danske riksantikvarien Olaf Olsen.

Erik Axel Hampus Cinthio, född 26 februari 1921 i Landskrona, död 31 december 2018 i Lund, var en svensk arkeolog.

## Biografi
Cinthio började sin museibana på Lunds universitets historiska museum 1946. Han disputerade 1957 vid Lunds universitet med sin avhandling ”Lunds domkyrka under romansk tid” och blev samma år docent i konsthistoria och medeltidsarkeologi. Genom hans insatser blev medeltidsarkeologi ett nytt ämne inom humaniora och från och med 1962 ett ämne för vinnande av doktorsgraden vid Lunds universitet. Cinthio blev 1965 preceptor i medeltidsarkeologi och 1969 professor i samma ämne. Under hans ledning kom forskningen inom medeltidsarkeologin i gång på allvar i Skandinavien och Lunds universitet blev en viktig bas för utbildningen i ämnet.
En central del i Cinthios arbeten utgår från att om man ska förstå de rent materiella arkeologiska källorna måste man också som arkeolog kunna hantera det immateriella och kulturella i form av tankar och idéer. Kopplingen mellan den praktiska fältverksamheten och forskningen var också en viktig del i Cinthios arbeten. Omsorgen om både Historiska museet och det därtill hörande Domkyrkomuseet har hela tiden stått honom nära.
Erik Cinthio är begravd på Norra kyrkogården i Lund.

## Utmärkelser, ledamotskap och priser
- Ledamot av Kungl. Vitterhetsakademien (LHA, 1982)
- Ledamot av Vetenskapssocieteten i Lund (LVSL, 1961) [1]